# Bubasteion d'Alexandrie
Pour les articles homonymes, voir Bubasteion.
Le Bubasteion d'Alexandrie est un temple ptolémaïque dédié à Bastet situé à Alexandrie.

## Caractéristiques
Ce temple ptolémaïque est le plus vaste connu à ce jour dans cette ville.
Des centaines de statues et statuettes de la déesse Bastet, anthropomorphes ou sous la forme d’une chatte allaitant ses petits, ont été mises au jour au cours des dégagements, ainsi que des textes de fondation du temple en égyptien hiéroglyphique et en grec.

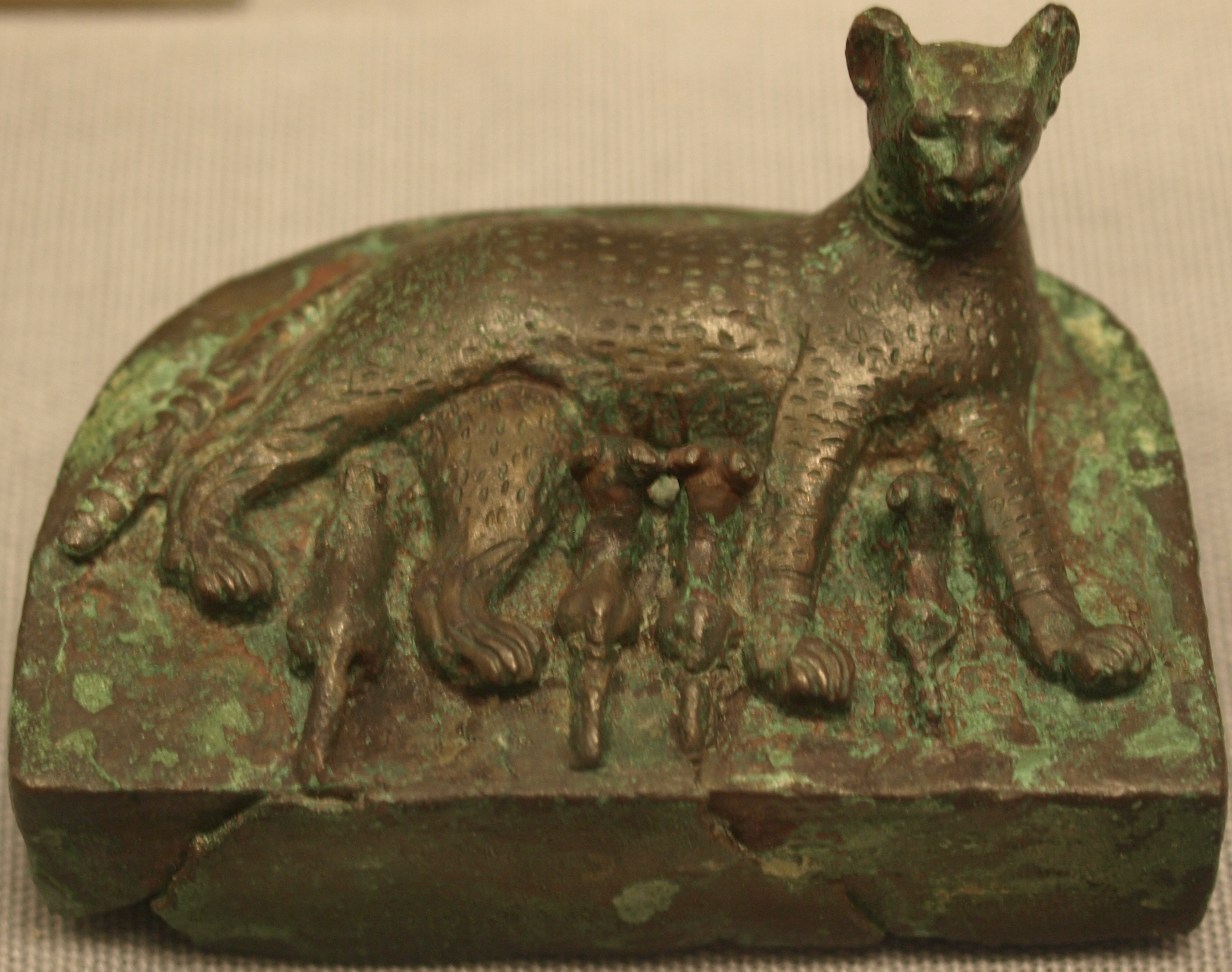
Bastet nourrissant ses petits, Musée d'Histoire de l'art de Vienne.

## Histoire
Les textes de fondation du temple attestent que la construction du temple a été ordonnée par Bérénice II, épouse de Ptolémée III Évergète Ier , à la suite de son accouchement de son deuxième enfant, le futur Ptolémée IV, né vraisemblablement pendant l'absence de son père parti guerroyer en Syrie.
La plupart de ses pierres ont disparu, probablement car le site aurait été utilisé comme carrière.
Il a été découvert au cours de l’automne 2009 par Mohamed Abd el-Maksoud, directeur de la Basse-Égypte au Conseil suprême des Antiquités égyptiennes, dans le cadre d’une vaste fouille de sauvetage dans le centre d’Alexandrie, près du site de Kom el-Dikka.